# Vellano
Vellano è una frazione del comune di Pescia, in provincia di Pistoia, Toscana. Fino al 1928 era un comune a sé nella provincia di Lucca, quando venne soppresso ed il suo territorio annesso al comune di Pescia.
Il comune di Vellano occupava la zona denominata Valleriana, aveva una superficie di circa 25 km² e comprendeva, oltre al capoluogo, le frazioni di Castelvecchio in Valleriana - Castelvecchio (Pescia), Pietrabuona, Sorana, Stiappa e Pontito (queste ultime due annesse nel 1883 e tolte al comune di Villa Basilica).
Il suo territorio confinava con i comuni di Villa Basilica, Bagni di Lucca, Piteglio, Marliana, Massa e Cozzile, Buggiano e Pescia.

## Storia
Il comune di Vellano fu soppresso nel 1928 a causa del dissesto delle sue finanze e fu annesso al comune di Pescia, che nello stesso anno veniva sottratto alla provincia di Lucca per essere assegnato alla neonata provincia di Pistoia provincia di Pistoia. Al momento della soppressione il comune contava 3 761 abitanti.

### Simboli
Lo stemma comunale mostrava tre alberi di nocciolo (Corylus avellana), con ovvio riferimento al nome del capoluogo.

## Monumenti e luoghi d'interesse
- Pieve dei Santi Martino e Sisto
- Chiesa di San Michele
- Museo storico etnografico del minatore e cavatore
- Cava Nardini nel periodo Luglio/Agosto si svolge il Simposio di Scultura, con Artisti da tutto il Mondo.

## Sport
Nel periodo di luglio si correva una tappa del Campionato italiano velocità in salita (CIVM), la Vellano-Macchino.